# Joachim Thiel
Joachim Thiel (* 7. August 1951) ist ein ehemaliger deutscher Fußballspieler.

## Werdegang
Thiel begann das Fußballspielen beim SC Tasmania 1900, mit der er 1969 Berliner A-Jugendmeister wurde. Er spielte von 1970 bis 1972 bei Tasmania Berlin in der Fußball-Regionalliga Berlin. Mit Tasmania wurde er 1970 Berliner Pokalsieger und 1971 Berliner Meister. Für Tasmania erzielte er in 48 Regionalligaspielen neun Tore. ebenfalls wurde er in zehn Aufstiegsrundenspielen zur Bundesliga eingesetzt, in denen er ein Tor schoss. Anschließend wechselte er zu Tennis Borussia Berlin. Mit der Borussia spielte er in der Bundesliga und der 2. Bundesliga. Er spielte insgesamt 40 Regionalligaspiele für die „Veilchen“, in denen er ein Tor schoss. 1976 wechselte er zu Wacker 04 Berlin. Dort bestritt er bis 1979 41 Spiele in der 2. Fußball-Bundesliga Nord.